# Peclers
A PeclersParis é uma agência de previsão de tendências fundada em 1970. Com mais de 40 anos de experiência no setor, fornece serviços de análise de tendências, relatórios sobre consumo e estratégias de posicionamento de marca para diversas marcas e inúmeras empresas ao redor do mundo.
A equipe de criação da Peclers cria os chamados “Trend Books”, livros de tendência com publicação sazonal, que ajudam as empresas a traçar o seu futuro e investir com mais segurança em seus produtos e novos desenvolvimentos.
O trabalho da PeclersParis abrange uma variedade imensa da indústria ao varejo, beleza e cosméticos, eletrônicos e bens de consumo.
Em 2003, foi adquirida pelo grupo WPP Group, um grupo multinacional de relações públicas e publicidade, com sede em Londres.
A PeclersParis tem uma ampla presença internacional, com escritórios localizados em Paris, Nova Iorque, Xangai, Munique e São Paulo, além de uma rede de representantes que abrange cerca de 30 países.

## História
- 1970: Fundada por Dominique Peclers em Paris, França
- 2001: Inaugura a filial em Nova Iorque
- 2003: É adquirida pelo grupo WPP Group, multinacional inglesa especialista em relações públicas e publicidade.
- 2007: Eric Duchamp assume a presidência da PeclersParis
- 2010: Inaugura o escritório em Xangai

## Especialidade
- Trend Books - Cadernos de tendência
- Estratégia de marca
- Inovação criativa
- Análise de tendências[4]
- Consultoria de estilo